# Jordon Varnado
Jordon Malik Varnado (Brownsville, 12 maggio 1997) è un cestista statunitense.
È un'ala di 198cm per 107kg che ha disputato la trafila al college vestendo la prestigiosa maglia di Troy University con numeri notevoli (ultima stagione con 21.5 punti e 7.8 rimbalzi di media) per poi sbarcare in Europa dove ha debuttato in Ungheria con gli Egis Körmend lasciando subito il segno fra il campionato magiaro e la partecipazione alla Fiba Europe Cup.
Una vetrina che gli ha consentito di passare in Polonia, al Gtk Gliwice, confermandosi su cifre importanti prima di una stagione di stop assoluto per problemi familiari. 
Con la maglia di Pistoia è stato un continuo crescendo, regalando prestazioni superlative e giocate spettacolari che lo hanno definitivamente consacrato con la piazza biancorossa.
I numeri del campionato 2022/23 dicono che ha chiuso la regular season con 16.9 punti (poco meno del 50% da 2) e 7.3 rimbalzi di media, salendo a 19 e 8.2 nella fase ad orologio con 34′ di utilizzo medio (saltando anche una partita) per arrivare all’apoteosi dei playoff: 21 punti di media nelle 13 gare disputate in quasi 35′ di presenza in campo conditi dal 46% da 2, il 40% da 3 e 8.5 rimbalzi a partita. Numeri che gli sono valsi il titolo incontrastato di Mvp della finale vinta per 3-1 contro la Reale Mutua Torino.

## Biografia
È fratello minore di Jarvis Varnado, anch'egli cestista.